# 诺维拉尔 (贝尔福地区省)
诺维拉尔（法語：Novillard，法語發音：[nɔvilaʁ]）是法国勃艮第-弗朗什-孔泰大区贝尔福地区省的一个市镇，位于该省东部，属于贝尔福区和大贝尔福城市圈公共社区。

## 地理
诺维拉尔（47°36'25"N, 6°58'14"E）面积3.79 平方千米，位于法国勃艮第-弗朗什-孔泰大區贝尔福地区省，该省份为法国东北部内陆省份，东临上莱茵省，北起孚日省，西接上索恩省，南与杜省和瑞士接壤。
与诺维拉尔接壤的市镇（或旧市镇、城区）包括：沙尔穆瓦、蒙特勒堡、珀蒂克鲁瓦、欧特勒谢讷、韦兹卢瓦、梅鲁-莫瓦勒。

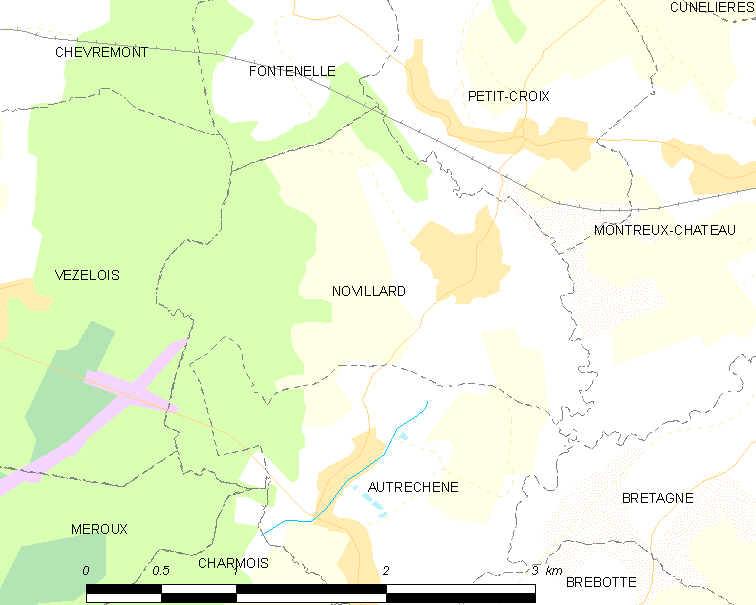
的OSM定位图

诺维拉尔的时区为UTC+01:00、UTC+02:00（夏令时）。

## 行政
诺维拉尔的邮政编码为90340，INSEE市镇编码为90074。

## 政治
诺维拉尔所属的省级选区为格朗维拉尔县。

## 人口

1962-2008年间人口变化图示

诺维拉尔于2022年1月1日时的人口数量为309人。